# Pulsellidae
Pulsellidae is een familie van weekdieren uit de klasse Scaphopoda (stoottanden).

## Geslachten
- Annulipulsellum Scarabino, 1986
- Pulsellum Stoliczka, 1868
- Striopulsellum Scarabino, 1995